# Winnie de Poeh (2011)
Winnie de Poeh (Engels: Winnie the Pooh) is een Amerikaanse animatiefilm uit 2011 welke tevens de vijfde en meest recente geanimeerde Winnie de Poeh-film van Disney is. De personages in de film zijn gebaseerd op de verhalen van het boek Winnie de Poeh van A.A. Milne. Het is de 51e film in de Walt Disney Animation Studios-reeks.

## Verhaal
De film speelt zich af bij Poeh thuis, die op een ochtend vroeg opstaat om honing te eten. Hij heeft in de voorraad alleen maar lege potten honing. Even later gaat Poeh het bos in en ontmoet hij Iejoor, die weer voortdurend zijn staart kwijt is. Later komt Uil het bos in vliegen en hij hoort dat Iejoors staart zoek is. De uil organiseert een staartzoekwedstrijd en roept iedereen in het Honderd-bunder-bos bij elkaar. Degene die een goede staart voor Iejoor heeft krijgt een pot met honing. Iedereen brengt voor Iejoor een boel spullen en voorwerpen mee, die bedoeld zijn voor Iejoors nieuwe staart, maar niets werkt.
Kanga komt als laatste langs met een gebreide sjaal die zij aan Iejoor geeft om op de plek van haar staart te hangen. Kanga wint de honingpot, maar de sjaal blijkt voor Iejoor geen succes te zijn. Even later gaat Poeh langs bij Janneman Robinson, die jammer genoeg niet thuis is. Poeh vindt voor de deur van Jannemans huis een briefje, maar hij kan het niet lezen. Poeh gaat naar Uil toe om te weten wat er op dat briefje staat, Uil leest de brief voor en zegt dat Janneman Robinson ontvoerd is door de Totso (een monster dat in de werkelijkheid niet bestaat). Konijn komt op het idee om de Totso in de val te lokken en Janneman Robinson te bevrijden. Poeh, Knorretje, Teigetje en de rest van het Honderd-bunder-bos laten een aantal voorwerpen en spullen in het bos slingeren om de Totso in de val te lokken. Konijn heeft een valkuil gegraven waar de Totso in moet vallen, Knorretje en Poeh leggen een picknicklaken over de kuil met daarop een honingpot, zodat de Totso niet zou merken dat er een kuil onder de deken ligt. Ondertussen leert Teigetje aan Iejoor hoe hij het op moet nemen tegen de Totso.
Tijdens de zoektocht naar de Totso krijgt Poeh honger. Hij valt dan diep in slaap en belandt in een droomwereld gemaakt van honing. Zodra Poeh wakker wordt loopt hij naar de plek waar hij samen met Knorretje het picknicklaken over de kuil heeft gelegd, maar Poeh valt dan in zijn eigen valkuil. Poeh roept de anderen te hulp, zij lopen naar de kuil en zien hem aan voor Totso. Als ze in de kuil kijken ontdekken ze dat het Winnie de Poeh maar is. Daarna komt Iejoor met een anker aan een ketting die hij gebruikt als staart, konijn komt op het idee om dat anker in de kuil te gooien en Poeh eruit te halen. Konijn pakt het anker en de anderen de ketting. Wanneer hij het anker in de kuil gooit, vallen ze allemaal een voor een in de kuil, behalve Knorretje. Deze probeert de anderen op verschillende manieren uit die kuil te halen. Alles wat Knorretje doet is voor haar niet duidelijk, totdat Roe aan Knorretje vertelt dat ze het springtouw van Janneman moet halen, De Uil vliegt uit de kuil en laat Knorretje zien dat hij heel moedig moet zijn en dat hij zijn angsten moet overwinnen. Knorretje gaat terug via het enge donkere bos naar Jannemans huis en de Uil vliegt terug de kuil in.
Knorretje loopt door het bos, komt oog in oog te staan met de Totso en rent dan weg. Terwijl de Totso hem achterna zit, vallen Knorretje en de Totso beiden in de kuil. Dan blijkt dat het Teigetje is, verkleed als de Totso. Een paar letters uit het verhalenboek vallen ook in de kuil. Poeh komt daardoor op een idee: hij en Teigetje maken van de letters een ladder om weer naar boven te komen.
Even later komt Janneman Robinson weer tevoorschijn met een rode ballon, Poeh en de anderen vertellen aan Janneman Robinson alles over de brief die hij voor zijn deur had gelegd. Janneman Robinson legt ze uit dat het een misverstand was en dat ze niet ontvoerd was, want op het briefje stond "ben even weg tot zo", om te vertellen dat de zomervakantie alweer voorbij was en dat het nieuwe schooljaar weer was begonnen.
Poeh gaat daarna op bezoek bij Uil. Als hij aan de bel trekt ziet hij dat Iejoors staart aan het belkoord hangt. Poeh vraagt aan Uil waarom hij Iejoors staart gebruikt als een belkoord. Poeh besluit de staart terug te geven aan Iejoor. Voordat Poeh weggaat geeft de Uil hem nog een pot honing, maar Poeh weigert deze aan te nemen. Hierna komen Poeh en de andere bewoners van het Honderd-bunder-bos weer bij elkaar om de staart terug te hangen aan Iejoors achterwerk. Vervolgens krijgt Poeh een heel grote honingpot die ze verdienden door Iejoors staart te vinden en hij springt in deze pot.

## Rolverdeling
| Personage         | Nederlandse stem  | Originele naam    | Engelse stem           |
| ----------------- | ----------------- | ----------------- | ---------------------- |
| Winnie de Poeh    | Job Schuring      | Winnie the Pooh   | Jim Cummings           |
| Teigetje          | Kees van Lier     | Tigger            | Jim Cummings           |
| Knorretje         | Philip ten Bosch  | Piglet            | Travis Oates           |
| Konijn            | Hein Boele        | Rabbit            | Tom Kenny              |
| Uil               | Jérôme Reehuis    | Owl               | Craig Ferguson         |
| Iejoor            | Paul Klooté       | Eeyore            | Bud Luckey             |
| Kanga             | Beatrijs Sluijter | Kanga             | Kristen Anderson-Lopez |
| Roe               | Frenk Hakkaart    | Roo               | Wyatt Hall             |
| Janneman Robinson | Jesse Pardon      | Christopher Robin | Jack Boutler           |
| Verteller         | Kees Coolen       | Narrator          | John Cleese            |
| Totso             | Edward Reekers    | Backson           | Huell Howser           |

De Nederlandse vertaling wordt verzorgd door Hanneke van Bogget.

## Soundtrack
1. "Winnie the Pooh"
2. "The Tummy Song"
3. "A Very Important Thing to Do"
4. "The Backson Song"
5. "It's Gonna Be Great"
6. "Everything Is Honey"
7. "Pooh's Finale"
8. "So Long"
9. "Main Title Sequence / Winnie the Pooh"
10. "Pooh Greets the Day"
11. "Get You Tiggerized!"
12. "Woods and Words / The Backson Song"
13. "Eeyore Needs His Tail / The Winner Song"
14. Picnic and Beehive Chase"
15. "Hundred Acre Spy Game"
16. "Stuck in the Pit/Balloon Chase"
17. "A Honey Happy Ending"
18. "Winnie the Pooh Suite"

## Trivia
- In deze Winnie de Poeh-film werd de Nederlandse stem van Winnie de Poeh ingesproken door Job Schuring. Deze rol had hij overgenomen van acteur Kick Stokhuyzen, die in 2009 was overleden.
- Het introductielied van de film werd in het Nederlands gezongen door Sita Vermeulen. In de originele versie werd het lied gezongen door Zooey Deschanel. Zij zong ook het liedje "So Long", dat te horen is tijdens de aftiteling van de film.